# Valea Călugărească
Valea Călugărească is een Roemeense gemeente in het district Prahova.
Valea Călugărească telt 10467 inwoners.

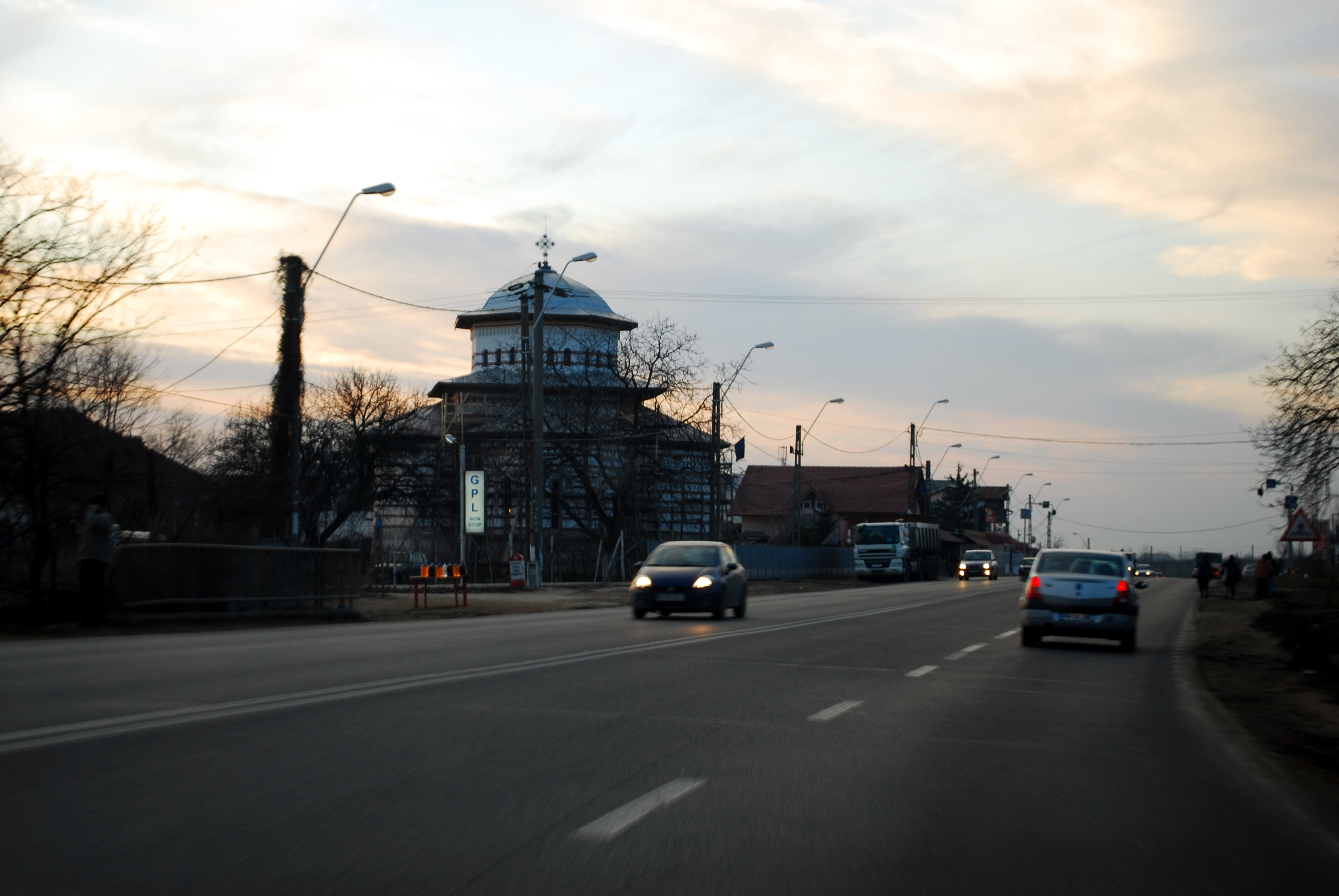
Kerk in Valea Călugărească